# Balthazar Arnoullet
Balthazar Arnoullet (1517-1556) est un imprimeur issu du Mouvement vaudois de Lyon et libraire français de la Renaissance.

## Biographie
Vers 1537, Balthazar Arnoullet entra au service de Jean Barbou, maître imprimeur. Il épousa, en 1541, Denise Barbou, fille de son maître. Arnoullet, devenu libraire-éditeur avait l’appui de Hugues de la Porte, un de plus grands libraires lyonnais de la Grande Compagnie de libraires. Arnoullet confia[Quoi ?] comme correcteur à Guillaume Guéroult et fit se marier Guéroult et sa belle-sœur, Jacquette Barbou.
B. Arnoullet se montra, en la pratique de l'illustration du livre comme Jean de Tournes ou Guillaume Rouillé. Il édite sa superbe Bible française. Ornée de la suite dite d’Holbein, employée par Hugues de la Porte, les Trechsel et les  Frellon. Arnoullet a publié Le six livres de Pedanius Dioscoride, traduits en français par Martin Mathée, avec la suite de Clément Boussy et imprimée à Vienne.
En 1551, le conseil de la ville de Vienne, en Dauphiné, prend en considération une requête de Balthazar Arnoullet demandant  à installer une imprimerie dans cette ville, sous la direction de Guillaume Guéroult. Pour prévenir les indiscrétions, Guéroult  installa, dans une maison isolée, un second atelier de fortune pour l'impression de l’ouvrage de la Christianismi  Restitutio de Michel Servet et fut  terminée le 3 de Janvier de 1553. Arnoullet fut arrêté et aussi Michel Servet fut retenu prisonnier. Guéroult  prit la fuite et se refugia à Genève.
Arnoullet se consacra dès lors à l'impression d’ouvrages moins dangereux et mourut à la fin de 1556.

## Sources et bibliographie

### Sources internet
- notice du site du musée du diocèse de Lyon
- Notice databnf